# Brasil Open 2012 - Qualificazioni singolare
Le qualificazioni del singolare  del Brasil Open 2012 sono state un torneo di tennis preliminare per accedere alla fase finale della manifestazione. I vincitori dell'ultimo turno sono entrati di diritto nel tabellone principale. In caso di ritiro di uno o più giocatori aventi diritto a questi sono subentrati i lucky loser, ossia i giocatori che hanno perso nell'ultimo turno ma che avevano una classifica più alta rispetto agli altri partecipanti che avevano comunque perso nel turno finale.

## Qualificazioni

### Teste di serie
1. Jérémy Chardy (qualificato)
2. Daniel Gimeno Traver (secondo turno)
3. Rogério Dutra da Silva (primo turno)
4. Diego Junqueira (secondo turno)

1. Horacio Zeballos (ritirato, secondo turno)
2. Igor' Andreev (qualificato)
3. Máximo González (ultimo turno)
4. Rubén Ramírez Hidalgo (qualificato)

### Qualificati
1. Jérémy Chardy
2. Paul Capdeville

1. Igor' Andreev
2. Rubén Ramírez Hidalgo

### Legenda
| - Q = Qualificato - WC = Wild card - LL = Lucky loser | - ALT = Alternate - SE = Special Exempt - PR = Protected Ranking | - w/o = Walkover - r = Ritirato - d = Squalificato |

#### Sezione 1
|  | Primo turno    | Primo turno      | Primo turno      | Primo turno | Primo turno |  |  | Secondo turno | Secondo turno    | Secondo turno    | Secondo turno  | Secondo turno |   |   | Ultimo turno | Ultimo turno  | Ultimo turno | Ultimo turno | Ultimo turno |  |
|  |                |                  |                  |             |             |  |  |               |                  |                  |                |               |   |   |              |               |              |              |              |  |
|  |                |                  |                  |             |             |  |  |               |                  |                  |                |               |   |   |              |               |              |              |              |  |
|  |                |                  |                  |             |             |  |  | 1             | Jérémy Chardy    | Jérémy Chardy    | 6              | 6             |   |   |              |               |              |              |              |  |
|  | WC             | Bruno Sant'Anna  | Bruno Sant'Anna  | 6           | 6           |  |  | WC            | Bruno Sant'Anna  | Bruno Sant'Anna  | 0              | 4             |   |   |              |               |              |              |              |  |
|  |                | David Marrero    | David Marrero    | 4           | 1           |  |  |               |                  |                  |                |               |   |   | 1            | Jérémy Chardy | 6            | 4            | 6            |  |
|  | Júlio Silva    | Júlio Silva      | Júlio Silva      | 2           | 4           |  |  |               |                  |                  | Facundo Bagnis | 2             | 6 | 2 |              |               |              |              |              |  |
|  | Facundo Bagnis | Facundo Bagnis   | Facundo Bagnis   | 6           | 6           |  |  |               | Facundo Bagnis   | Facundo Bagnis   | 4              |               |   |   |              |               |              |              |              |  |
|  | WC             | Augusto Laranja  | Augusto Laranja  | 3           | 2           |  |  | 5             | Horacio Zeballos | Horacio Zeballos | 0              | r             |   |   |              |               |              |              |              |  |
|  | 5              | Horacio Zeballos | Horacio Zeballos | 6           | 6           |  |  |               |                  |                  |                |               |   |   |              |               |              |              |              |  |

#### Sezione 2
|  | Primo turno          | Primo turno          | Primo turno          | Primo turno | Primo turno |  |  | Secondo turno | Secondo turno        | Secondo turno        | Secondo turno   | Secondo turno |   |   | Ultimo turno | Ultimo turno    | Ultimo turno | Ultimo turno | Ultimo turno |  |
|  |                      |                      |                      |             |             |  |  |               |                      |                      |                 |               |   |   |              |                 |              |              |              |  |
|  |                      |                      |                      |             |             |  |  |               |                      |                      |                 |               |   |   |              |                 |              |              |              |  |
|  |                      |                      |                      |             |             |  |  | 2             | Daniel Gimeno Traver | Daniel Gimeno Traver | 3               | 63            |   |   |              |                 |              |              |              |  |
|  | Guillermo Durán      | Guillermo Durán      | 6                    | 4           | 2           |  |  |               | Paul Capdeville      | Paul Capdeville      | 6               | 7             |   |   |              |                 |              |              |              |  |
|  | Paul Capdeville      | Paul Capdeville      | 2                    | 6           | 6           |  |  |               |                      |                      |                 |               |   |   |              | Paul Capdeville | 5            | 6            | 6            |  |
|  | Tiago Lopes          | Tiago Lopes          | Tiago Lopes          | 3           | 3           |  |  |               |                      | 7                    | Máximo González | 7             | 3 | 2 |              |                 |              |              |              |  |
|  | Alessandro Giannessi | Alessandro Giannessi | Alessandro Giannessi | 6           | 6           |  |  |               | Alessandro Giannessi | Alessandro Giannessi | 3               | 5             |   |   |              |                 |              |              |              |  |
|  |                      | Thiago Alves         | Thiago Alves         | 3           | 0           |  |  | 7             | Máximo González      | Máximo González      | 6               | 7             |   |   |              |                 |              |              |              |  |
|  | 7                    | Máximo González      | Máximo González      | 6           | 6           |  |  |               |                      |                      |                 |               |   |   |              |                 |              |              |              |  |

#### Sezione 3
|  | Primo turno       | Primo turno            | Primo turno       | Primo turno | Primo turno |  |  | Secondo turno | Secondo turno | Secondo turno | Secondo turno | Secondo turno |   |  | Ultimo turno | Ultimo turno | Ultimo turno | Ultimo turno | Ultimo turno |  |
|  |                   |                        |                   |             |             |  |  |               |               |               |               |               |   |  |              |              |              |              |              |  |
|  | 3                 | Rogério Dutra da Silva | 3                 | 6           | 3           |  |  |               |               |               |               |               |   |  |              |              |              |              |              |  |
|  |                   | Martín Alund           | 6                 | 3           | 6           |  |  | Martín Alund  | Martín Alund  | 4             | 6             | 5             |   |  |              |              |              |              |              |  |
|  | Caio Zampieri     | Caio Zampieri          | Caio Zampieri     | 5           | 4           |  |  | Guido Pella   | Guido Pella   | 6             | 2             | 7             |   |  |              |              |              |              |              |  |
|  | Guido Pella       | Guido Pella            | Guido Pella       | 7           | 6           |  |  |               |               |               |               |               |   |  |              | Guido Pella  | Guido Pella  | 5            | r            |  |
|  | André Ghem        | André Ghem             | André Ghem        | 6           | 7           |  |  |               |               | 6             | Igor' Andreev | Igor' Andreev | 5 |  |              |              |              |              |              |  |
|  | Marco Trungelliti | Marco Trungelliti      | Marco Trungelliti | 2           | 62          |  |  |               | André Ghem    | André Ghem    | 1             | 2             |   |  |              |              |              |              |              |  |
|  |                   | Nikola Ćirić           | Nikola Ćirić      | 4           | 4           |  |  | 6             | Igor' Andreev | Igor' Andreev | 6             | 6             |   |  |              |              |              |              |              |  |
|  | 6                 | Igor' Andreev          | Igor' Andreev     | 6           | 6           |  |  |               |               |               |               |               |   |  |              |              |              |              |              |  |

#### Sezione 4
|  | Primo turno       | Primo turno           | Primo turno           | Primo turno | Primo turno |  |  | Secondo turno | Secondo turno         | Secondo turno         | Secondo turno         | Secondo turno         |   |   | Ultimo turno | Ultimo turno      | Ultimo turno      | Ultimo turno | Ultimo turno |  |
|  |                   |                       |                       |             |             |  |  |               |                       |                       |                       |                       |   |   |              |                   |                   |              |              |  |
|  | 4                 | Diego Junqueira       | Diego Junqueira       | 6           | 6           |  |  |               |                       |                       |                       |                       |   |   |              |                   |                   |              |              |  |
|  |                   | Andrés Molteni        | Andrés Molteni        | 3           | 3           |  |  | 4             | Diego Junqueira       | 3                     | 6                     | 4                     |   |   |              |                   |                   |              |              |  |
|  | Federico Delbonis | Federico Delbonis     | Federico Delbonis     | 6           | 6           |  |  |               | Federico Delbonis     | 6                     | 3                     | 6                     |   |   |              |                   |                   |              |              |  |
|  | Goran Tošić       | Goran Tošić           | Goran Tošić           | 4           | 3           |  |  |               |                       |                       |                       |                       |   |   |              | Federico Delbonis | Federico Delbonis | 4            | 65           |  |
|  |                   | Pablo Galdón          | Pablo Galdón          | 7           | 6           |  |  |               |                       | 8                     | Rubén Ramírez Hidalgo | Rubén Ramírez Hidalgo | 6 | 7 |              |                   |                   |              |              |  |
|  | WC                | Guilherme Clezar      | Guilherme Clezar      | 64          | 4           |  |  |               | Pablo Galdón          | Pablo Galdón          | 0                     | 1                     |   |   |              |                   |                   |              |              |  |
|  |                   | Gastão Elias          | Gastão Elias          | 64          | 64          |  |  | 8             | Rubén Ramírez Hidalgo | Rubén Ramírez Hidalgo | 6                     | 6                     |   |   |              |                   |                   |              |              |  |
|  | 8                 | Rubén Ramírez Hidalgo | Rubén Ramírez Hidalgo | 7           | 7           |  |  |               |                       |                       |                       |                       |   |   |              |                   |                   |              |              |  |